# Bejsce (gmina)
Bejsce – gmina wiejska w województwie świętokrzyskim, w powiecie kazimierskim. W latach 1975–1998 gmina położona była w województwie kieleckim.
Siedzibą władz gminy jest wieś Bejsce.
Na koniec 2010 r. gminę zamieszkiwało 4195 osób. Natomiast według danych z 31 grudnia 2017 roku gminę zamieszkiwało 4108 osób.

## Struktura powierzchni
Według stanu na 1 stycznia 2011 r. powierzchnia gminy wynosi 57,48 km².
W 2007 r. 92% obszaru gminy stanowiły użytki rolne, a 1% – użytki leśne.

## Demografia

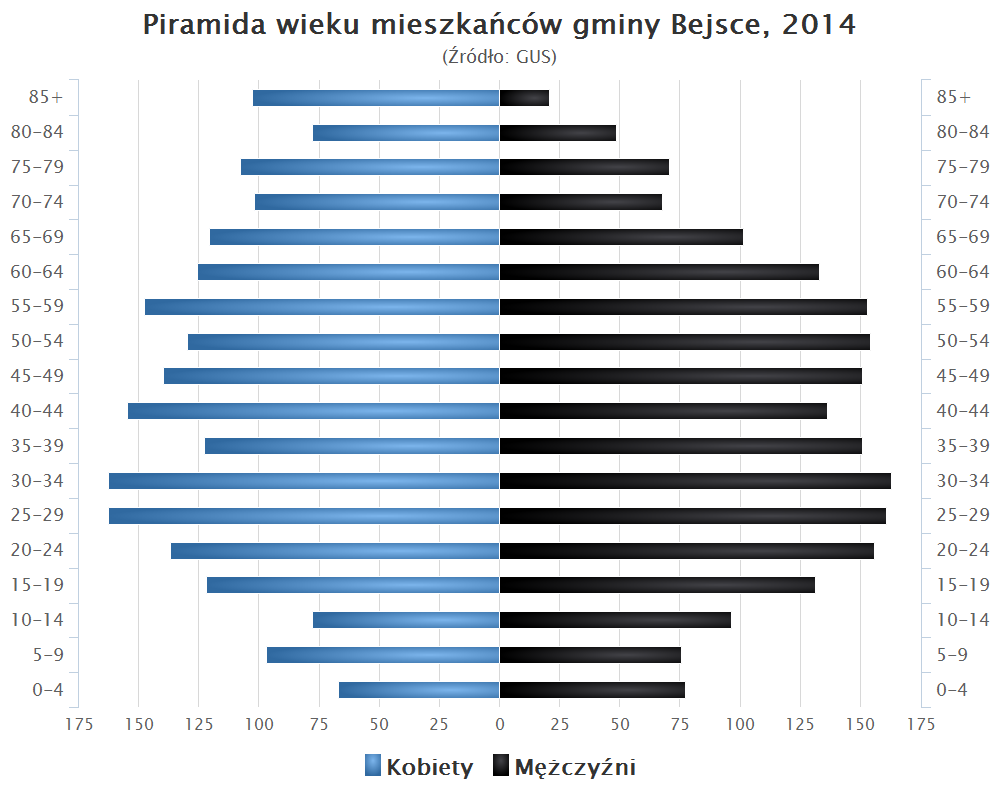
Piramida wieku mieszkańców gminy Bejsce w 2014 roku

Dane z 31 grudnia 2017 roku:
| Opis                              | Ogółem | Ogółem | Kobiety | Kobiety | Mężczyźni | Mężczyźni |
| --------------------------------- | ------ | ------ | ------- | ------- | --------- | --------- |
| jednostka                         | osób   | %      | osób    | %       | osób      | %         |
| populacja                         | 4 108  | 100    | 2 111   | 51,4    | 1 997     | 48,6      |
| gęstość zaludnienia (mieszk./km²) | 72     | 72     | 37      | 37      | 35        | 35        |

## Sołectwa
Bejsce, Brończyce, Czyżowice, Dobiesławice, Grodowice, Kaczkowice, Kijany, Królewice, Morawianki, Morawiany, Piotrkowice, Prokocice, Sędziszowice, Stojanowice, Uściszowice, Zbeltowice

## Sąsiednie gminy
Kazimierza Wielka, Koszyce, Opatowiec